# サイラス・望・セスナ
サイラス・望・セスナ（サイラス・のぞむ・セスナ）は、日本を中心に活動するバイリンガル ナレーター・MC・声優・俳優である。語学は英語と日本語。

## 経歴
東京都新宿区にて生まれる。
学校ではインターナショナルスクールにて米国の文化を学び、週末は公立学校で日本文化を学んだ結果、それぞれの言葉、及び文化に対してネィティブレベルの知識を得る。
大学は米国に通い、舞台演技、そしてコミュニケーションを学び、2002年日本に帰国する。
2005年にソリコンサルタンツ有限会社を設立し、幼い頃から教わった“バイリンガル/バイカルチャラル”機能をこなして、英語、そして日本語で幅広いナレーション、及び演技活動を繰り広げる。
最近では NHK教育テレビの英会話番組「英語が伝わる!100のツボ」のレギュラー役、NHK プロデュース「日本賞2008」と「日本賞2009」のバイリンガル司会、石原慎太郎東京都知事の通訳等を務め、ドラマでは「日本人の知らない日本語」にレギュラー役で仲里依紗と共演。

## 主な出演等

### ドラマ
- 日本人の知らない日本語（2010年、読売テレビ）ポール 役

### 映画
- 劇場版MAJOR メジャー 友情の一球（2008年、東宝）ダイナソーズ選手A（声） 役
- カケラ（2009年） ロバート 役[1]

### バラエティー
- 熱血!平成教育学院（フジテレビ、2010年6月6日）ゲスト
- 笑っていいとも!（フジテレビ）プラチナランチ部門アナウンサー

### 教育
- 英語が伝わる!100のツボ（2008年、NHK）レギュラー[2]

### CM
- CC レモン ウェブCM（サントリー）ナレーター
- Wooo 「ダーリンは外国人」風CM（日立）トニー 役[3]

### 舞台
- マレーヒルの幻影（2009年）バルデッツィ 役
- しまじろうドーナツ城へ行く!（ベネッセ）ルーポ 役

### ゲーム
- 龍が如く8（2024年、セガ）声の出演
- 龍が如く8外伝 Pirates in Hawaii（2025年、セガ）声の出演

### その他の仕事
- ニコン90周年記念会司会進行
- NHK 日本賞2008（2008年）司会
- NHK 日本賞2009（2009年）司会
- MIPIM Asia 2008 パーティー（石原慎太郎東京都知事の通訳担当）
- 世界自然遺産DVDシリーズ　ナレーター
- 第1回　はじめての英語絵本 親子で楽しむ英語の読み聞かせ（2010年）朗読